# Ontherus laminifer
Ontherus laminifer là một loài bọ cánh cứng trong họ Bọ hung (Scarabaeidae).